# Discographie de Jul
La discographie du rappeur français Jul est composée de 24 albums studio et 10 mixtapes. Elle comprend également des dizaines de singles ainsi que de nombreux clips vidéos.
Depuis février 2020, Jul est le plus gros vendeur de disques de l'histoire du rap français. En 2023, il dépasse les 7 millions de ventes.
Durant sa carrière, il a obtenu de nombreux disques de certification.

## Albums

### Albums studios
| Titre                                                              | Détails de l'album                                                                      | Meilleure position | Meilleure position | Meilleure position | Meilleure position | Meilleure position | Ventes  | Certifications |
| Titre                                                              | Détails de l'album                                                                      | FRA                | BEL (FR)           | BEL (NL)           | SUI                | SUI (ROM)          | Ventes  | Certifications |
| ------------------------------------------------------------------ | --------------------------------------------------------------------------------------- | ------------------ | ------------------ | ------------------ | ------------------ | ------------------ | ------- | -------------- |
| Dans ma paranoïa                                                   | - Sortie : 24 février 2014 - Label : Liga One Industry                                  | 7                  | 72                 | —                  | —                  | —                  | 100 000 | Platine        |
| Je trouve pas le sommeil                                           | - Sortie : 8 décembre 2014 - Label : Liga One Industry                                  | 8                  | 76                 | —                  | —                  | —                  | 200 000 | 2 × Platine    |
| Je tourne en rond                                                  | - Sortie : 8 juin 2015 - Label : Liga One Industry                                      | 2                  | 21                 | 118                | —                  | —                  | 240 000 | 2 × Platine    |
| My World (+Edition Collector)                                      | - Sortie : 4 décembre 2015 (4 mars 2016 Édition Collector) - Label : D'Or et de Platine | 1                  | 16                 | —                  | —                  | —                  | 820 000 | Diamant        |
| Émotions                                                           | - Sortie : 24 juin 2016 - Label : D'Or et de Platine                                    | 1                  | 3                  | 181                | —                  | —                  | 550 000 | Diamant        |
| L'Ovni                                                             | - Sortie : 2 décembre 2016 - Label : D'Or et de Platine                                 | 1                  | 11                 | —                  | 52                 | 11                 | 580 000 | Diamant        |
| Je ne me vois pas briller                                          | - Sortie : 30 juin 2017 - Label : D'Or et de Platine                                    | 1                  | 2                  | 174                | 24                 | 2                  | 300 000 | 3 × Platine    |
| La tête dans les nuages                                            | - Sortie : 1er décembre 2017 - Label : D'Or et de Platine                               | 3                  | 21                 | —                  | 51                 | 12                 | 300 000 | 3 × Platine    |
| Inspi d'ailleurs                                                   | - Sortie : 29 juin 2018 - Label : D'Or et de Platine                                    | 1                  | 4                  | 189                | 20                 | 5                  | 200 000 | 2 × Platine    |
| La Zone en personne                                                | - Sortie : 7 décembre 2018 - Label : D'Or et de Platine                                 | 2                  | 22                 | 175                | 50                 | 24                 | 300 000 | 3 × Platine    |
| Rien 100 rien (+Réédition)                                         | - Sortie : 14 juin 2019 19 octobre 2019 (Réédition) - Label : D'Or et de Platine        | 2                  | 4                  | 56                 | 13                 | 11                 | 500 000 | Diamant        |
| C'est pas des LOL                                                  | - Sortie : 6 décembre 2019 - Label : D'Or et de Platine                                 | 1                  | 17                 | —                  | 20                 | 17                 | 300 000 | 3 × Platine    |
| La Machine                                                         | - Sortie : 19 juin 2020 - Label : D'Or et de Platine                                    | 1                  | 1                  | 42                 | 3                  | 4                  | 300 000 | 3 × Platine    |
| Loin du monde                                                      | - Sortie : 18 décembre 2020 - Label : D'Or et de Platine                                | 1                  | 7                  | 45                 | 17                 | —                  | 200 000 | 2 × Platine    |
| Demain ça ira                                                      | - Sortie : 25 juin 2021 - Label : D'Or et de Platine                                    | 1                  | 1                  | 20                 | 5                  | 4                  | 205 000 | 2 × Platine    |
| Indépendance                                                       | - Sortie : 10 décembre 2021 - Label : D'Or et de Platine                                | 5                  | 14                 | 71                 | 13                 | —                  | 200 000 | 2 × Platine    |
| Extraterrestre                                                     | - Sortie : 3 juin 2022 - Label : D'Or et de Platine                                     | 1                  | 1                  | 95                 | 4                  | —                  | 300 000 | 3 × Platine    |
| Cœur blanc                                                         | - Sortie : 9 décembre 2022 - Label : D'Or et de Platine                                 | 1                  | 3                  | 165                | 3                  | —                  | 200 000 | 2 × Platine    |
| C'est quand qu'il s'éteint                                         | - Sortie : 9 juin 2023 - Label : D'Or et de Platine                                     | 1                  | 1                  | 186                | 5                  | —                  | 200 000 | 2 × Platine    |
| La route est longue                                                | - Sortie : 8 décembre 2023 - Label : D'Or et de Platine                                 | 1                  | 3                  | 196                | 2                  | —                  | 200 000 | 2 × Platine    |
| Décennie                                                           | - Sortie : 19 janvier 2024 - Label : D'Or et de Platine                                 | 1                  | 2                  | —                  | 7                  | —                  | 100 000 | Platine        |
| Mise à jour                                                        | - Sortie : 7 juin 2024 - Label : D'Or et de Platine                                     | 1                  | —                  | —                  | —                  | —                  | 100 000 | Platine        |
| Inarrêtable                                                        | - Sortie : 6 décembre 2024 - Label : D'Or et de Platine                                 | —                  | —                  | —                  | —                  | —                  | 100 000 | Platine        |
| D&P à vie                                                          | - Sortie : 25 avril 2025 - Label : D'Or et de Platine                                   | —                  | —                  | —                  | —                  | —                  |         |                |
| « — » indique que le titre n'est pas sorti ou classé dans le pays. |                                                                                         |                    |                    |                    |                    |                    |         |                |

### Mixtapes
| Titre                                                              | Détails de l'album                                           | Meilleure position | Meilleure position | Ventes  | Certifications |
| Titre                                                              | Détails de l'album                                           | FRA                | BEL (FR)           | Ventes  | Certifications |
| ------------------------------------------------------------------ | ------------------------------------------------------------ | ------------------ | ------------------ | ------- | -------------- |
| J'laisse ma marque (Maxi)                                          | - Sortie : 19 décembre 2007 - Label :                        | —                  | —                  | —       | —              |
| Lacrizeomicmek (Net Tape)                                          | - Sortie : 16 juin 2013 - Label : St Jean La Puenta Net Tape | —                  | —                  | —       | —              |
| Lacrizeomic                                                        | - Sortie : 23 juin 2014 - Label : Liga One Industry          | 4                  | 69                 | 100 000 | Platine        |
| Album gratuit 2015                                                 | - Sortie : 7 février 2015 - Label : Liga One Industry        | 95                 | —                  | 100 000 | 2 × Platine    |
| Album Gratuit Vol. 1                                               | - Sortie : 1er avril 2016 - Label : D'Or et de Platine       | —                  | —                  | 143 000 | Platine        |
| Album Gratuit Vol. 2                                               | - Sortie : 15 septembre 2016 - Label : D'Or et de Platine    | —                  | —                  | —       | —              |
| Album Gratuit Vol. 3                                               | - Sortie : 20 mars 2017 - Label : D'Or et de Platine         | —                  | —                  | —       | —              |
| Album Gratuit Vol. 4                                               | - Sortie : 15 septembre 2017 - Label : D'Or et de Platine    | —                  | —                  | —       | —              |
| Album Gratuit Vol. 5                                               | - Sortie : 1er mars 2019 - Label : D'Or et de Platine        | —                  | —                  | —       | —              |
| Album Gratuit Vol. 6                                               | - Sortie : 26 février 2021 - Label : D'Or et de Platine      | 4                  | 18                 | —       | Or             |
| Album Gratuit Vol. 7                                               | - Sortie : 20 mars 2023 - Label : D'Or et de Platine         | —                  | —                  | —       | —              |
| « — » indique que le titre n'est pas sorti ou classé dans le pays. |                                                              |                    |                    |         |                |

## Chansons

### Singles
| Année | Single                                                                                               | Meilleure position | Meilleure position | Meilleure position | Certifications | Album                      |
| Année | Single                                                                                               | FR                 | BEL (FR)           | SUI                | Certifications | Album                      |
| ----- | --- | ------------------ | ------------------ | ------------------ | -------------- | -------------------------- |
| 2013  | Sors le cross volé                                                                                   | 73                 | —                  | —                  | —              | Dans ma paranoïa           |
| 2014  | Dans ma paranoïa                                                                                     | 23                 | —                  | —                  | —              | Dans ma paranoïa           |
| 2014  | Tu la Love                                                                                           | 72                 | —                  | —                  | —              | Dans ma paranoïa           |
| 2014  | J'oublie tout                                                                                        | 58                 | —                  | —                  | —              | Dans ma paranoïa           |
| 2014  | Ça me dégoûte                                                                                        | 49                 | —                  | —                  | —              | Lacrizeomic                |
| 2014  | Briganté                                                                                             | 20                 | —                  | —                  | —              | Lacrizeomic                |
| 2014  | Señora                                                                                               | 24                 | —                  | —                  | —              | Je trouve pas le sommeil   |
| 2014  | Nique-le                                                                                             | 92                 | —                  | —                  | —              | Je trouve pas le sommeil   |
| 2014  | Je trouve pas le sommeil                                                                             | 41                 | —                  | —                  | —              | Je trouve pas le sommeil   |
| 2015  | Je tourne en rond                                                                                    | 28                 | —                  | —                  | —              | Je tourne en rond          |
| 2015  | Ça…                                                                                                  | —                  | —                  | —                  | —              | Je tourne en rond          |
| 2015  | Lady                                                                                                 | 58                 | —                  | —                  | —              | Je tourne en rond          |
| 2015  | En Y                                                                                                 | 1                  | —                  | —                  | —              | My World                   |
| 2015  | Wesh alors                                                                                           | 2                  | —                  | —                  | —              | My World                   |
| 2015  | Lova                                                                                                 | 13                 | —                  | —                  | —              | My World                   |
| 2016  | Comme d'hab (feat. Alonzo)                                                                           | 2                  | —                  | —                  | Diamant        | My World                   |
| 2016  | My World                                                                                             | 10                 | —                  | —                  | Or             | My World                   |
| 2016  | Coucou                                                                                               | 16                 | —                  | —                  | Or             | My World                   |
| 2016  | Elle te balade                                                                                       | 3                  | —                  | —                  | Platine        | My World                   |
| 2016  | Le patron                                                                                            | 10                 | —                  | —                  | Or             | My World                   |
| 2016  | Émotions                                                                                             | 15                 | —                  | —                  | Platine        | Émotions                   |
| 2016  | Allez le sang                                                                                        | 57                 | —                  | —                  | Or             | Émotions                   |
| 2016  | Mon bijou                                                                                            | 16                 | —                  | —                  | Diamant        | Émotions                   |
| 2016  | La classe                                                                                            | 41                 | —                  | —                  | Diamant        | Émotions                   |
| 2016  | Tchikita                                                                                             | 1                  | 39                 | —                  | Diamant        | L'Ovni                     |
| 2016  | C'est le son de la gratte                                                                            | 63                 | —                  | —                  | Platine        | L'Ovni                     |
| 2016  | On m'appelle l'ovni                                                                                  | 18                 | —                  | —                  | Platine        | L'Ovni                     |
| 2017  | Elle et l'autre                                                                                      | 39                 | —                  | —                  | Platine        | L'Ovni                     |
| 2017  | Je ne me vois pas briller                                                                            | 17                 | —                  | —                  | Or             | Je ne me vois pas briller  |
| 2017  | Ma jolie                                                                                             | 4                  | —                  | —                  | Diamant        | Je ne me vois pas briller  |
| 2017  | Henrico                                                                                              | 23                 | —                  | —                  | Or             | La tête dans les nuages    |
| 2017  | Délicieuse                                                                                           | 26                 | —                  | —                  | Platine        | La tête dans les nuages    |
| 2017  | La tête dans les nuages                                                                              | 27                 | —                  | —                  | Or             | La tête dans les nuages    |
| 2017  | Comme les gens d'ici                                                                                 | 62                 | —                  | —                  | Or             | La tête dans les nuages    |
| 2017  | Temps d'avant                                                                                        | 90                 | —                  | —                  | —              | La tête dans les nuages    |
| 2018  | Fais-moi la passe                                                                                    | 44                 | —                  | —                  | —              | Inspi d'ailleurs           |
| 2018  | Inspi d'ailleurs                                                                                     | 23                 | —                  | —                  | —              | Inspi d'ailleurs           |
| 2018  | Coup de genoux                                                                                       | 42                 | —                  | —                  | —              | Inspi d'ailleurs           |
| 2018  | Je pilote                                                                                            | 61                 | —                  | —                  | —              | Inspi d'ailleurs           |
| 2018  | Quelqu'un d'autre t'aimera (feat. Alonzo)                                                            | 32                 | —                  | —                  | Or             | Inspi d'ailleurs           |
| 2018  | Toto et Ninetta                                                                                      | 1                  | —                  | —                  | Diamant        | Inspi d'ailleurs           |
| 2018  | Ma Che Beauté                                                                                        | 11                 | —                  | —                  | Platine        | La Zone en personne        |
| 2018  | Chiron                                                                                               | 57                 | —                  | —                  | —              | La Zone en personne        |
| 2018  | La zone en personne                                                                                  | 48                 | —                  | —                  | —              | La Zone en personne        |
| 2018  | Poussette                                                                                            | 20                 | —                  | —                  | Or             | La Zone en personne        |
| 2018  | Avant GTR                                                                                            | 80                 | —                  | —                  | Or             | La Zone en personne        |
| 2018  | Pablito                                                                                              | 58                 | —                  | —                  | —              | La Zone en personne        |
| 2019  | Sakakini                                                                                             | 68                 | —                  | —                  | —              | Rien 100 Rien              |
| 2019  | La machine                                                                                           | 79                 | —                  | —                  | —              | Rien 100 Rien              |
| 2019  | La bandite                                                                                           | 9                  | —                  | —                  | Diamant        | Rien 100 Rien              |
| 2019  | Salvatrucha                                                                                          | 11                 | —                  | —                  | Or             | Rien 100 Rien              |
| 2019  | JCVD                                                                                                 | 4                  | —                  | —                  | Diamant        | Rien 100 Rien              |
| 2019  | C'est pas des LOL                                                                                    | 30                 | —                  | —                  | Platine        | C'est pas des LOL          |
| 2019  | Ibiza (feat. Jimmy Sax)                                                                              | 9                  | —                  | —                  | Platine        | C'est pas des LOL          |
| 2019  | Pow Pow                                                                                              | 29                 | —                  | —                  | Platine        | C'est pas des LOL          |
| 2020  | Sousou                                                                                               | 3                  | —                  | —                  | Diamant        | La Machine                 |
| 2020  | Fait d'or                                                                                            | 19                 | —                  | —                  | —              | La Machine                 |
| 2020  | Folie                                                                                                | 3                  | —                  | —                  | Platine        | La Machine                 |
| 2020  | Italia                                                                                               | 2                  | 41                 | 56                 | Diamant        | La Machine                 |
| 2020  | Bande Organisée (feat. SCH, Kofs, JuL, Naps, Soso Maness, Elams, Solda, Houari)                      | 1                  | —                  | —                  | Diamant        | La Machine                 |
| 2020  | L'étoile sur le maillot (feat. L'Algérino, Alonzo, Stone Black, Le Rat Luciano, SCH, JuL, As, Veazy) | 1                  | —                  | —                  | Or             | La Machine                 |
| 2020  | |                    |                    |                    |                | La Machine                 |
| 2020  | Que ça dure (feat. Bigflo & Oli)                                                                     | 30                 | —                  | —                  | —              | La Machine                 |
| 2020  | M*ther F**k (feat. SCH)                                                                              | 1                  | 32                 | 59                 | Diamant        | Loin du monde              |
| 2021  | Alors la zone                                                                                        | 4                  | —                  | —                  | Diamant        | Demain ça ira              |
| 2021  | Je n'ai pas que des potes                                                                            | 16                 | —                  | —                  | —              | Demain ça ira              |
| 2021  | Le bouton                                                                                            | 11                 | —                  | —                  | —              | Demain ça ira              |
| 2021  | Pic et pic, alcool et drame                                                                          | 3                  | —                  | —                  | Diamant        | Demain ça ira              |
| 2021  | John                                                                                                 | 92                 | —                  | —                  | —              | Demain ça ira              |
| 2021  | C'est la cité (feat. Naps)                                                                           | 13                 | —                  | —                  | Or             | Demain ça ira              |
| 2021  | Assassinat                                                                                           | 12                 | —                  | —                  | Or             | Demain ça ira              |
| 2021  | Limitless                                                                                            | 27                 | —                  | —                  | Or             | Demain ça ira              |
| 2021  | Ma Casio                                                                                             | 43                 | —                  | —                  | —              | Indépendance               |
| 2021  | La miss                                                                                              | 19                 | —                  | —                  | Diamant        | Indépendance               |
| 2021  | La street (feat. Morad)                                                                              | 47                 | —                  | —                  | Platine        | Indépendance               |
| 2022  | J'ai tout su                                                                                         | 2                  | —                  | —                  | Diamant        | Extraterrestre             |
| 2022  | Superstar                                                                                            | 5                  | —                  | —                  | Platine        | Extraterrestre             |
| 2022  | Ça tourne dans ma tête                                                                               | 12                 | —                  | —                  | Or             | Extraterrestre             |
| 2022  | Namek (feat. Omah Lay)                                                                               | 2                  | 50                 | 42                 | Platine        | Cœur blanc                 |
| 2022  | Cœur blanc                                                                                           | —                  | —                  | —                  | Or             | Cœur blanc                 |
| 2023  | La faille                                                                                            | 2                  | —                  | —                  | Or             | C'est quand qu'il s'éteint |
| 2023  | Ragnar                                                                                               | —                  | —                  | —                  | —              | C'est quand qu'il s'éteint |
| 2023  | Entraînement                                                                                         | 3                  | —                  | —                  | —              | C'est quand qu'il s'éteint |
| 2023  | J'fais que danser                                                                                    | 32                 | —                  | —                  | —              | La route est longue        |
| 2023  | Sensations                                                                                           | 45                 | —                  | —                  | —              | La route est longue        |
| 2023  | La fusion (feat. Alonzo)                                                                             | 34                 | —                  | —                  | —              | La route est longue        |
| 2024  | Love de toi                                                                                          | 67                 | —                  | —                  | —              | Décennie                   |
| 2024  | Bande organisée 2 (feat. Kofs, SCH, Naps, Alonzo, Soso Maness, Elams, Houari & Solda)                | 5                  | —                  | 68                 | Or             | 13 Organisée 2             |

### Autres chansons classées ou certifiées
| Année                                                               | Single                                           | Meilleure position | Certifications | Album                     |
| Année                                                               | Single                                           | FR                 | Certifications | Album                     |
| ------------------------------------------------------------------- | ------------------------------------------------ | ------------------ | -------------- | ------------------------- |
| 2014                                                                | Tout seul                                        | 101                | —              | Dans ma paranoïa          |
| 2014                                                                | Dans mon del                                     | 125                |                | Dans ma paranoïa          |
| 2014                                                                | Mon son vient d'ailleurs                         | 176                |                | Dans ma paranoïa          |
| 2014                                                                | Anti BDH                                         | 143                |                | Lacrizeomic               |
| 2014                                                                | Magique                                          | 152                |                | —                         |
| 2014                                                                | J'm'évade                                        | 77                 |                | Je trouve pas le sommeil  |
| 2014                                                                | La fusée                                         | 63                 |                | Je trouve pas le sommeil  |
| 2014                                                                | Vida Loca                                        | 123                |                | Je trouve pas le sommeil  |
| 2014                                                                | Seul au monde                                    | 127                |                | Je trouve pas le sommeil  |
| 2014                                                                | Ma Life                                          | 135                |                | Je trouve pas le sommeil  |
| 2014                                                                | Message aux rageux                               | 140                |                | Je trouve pas le sommeil  |
| 2014                                                                | Arrête de parler                                 | 147                |                | Je trouve pas le sommeil  |
| 2014                                                                | T'as le boule                                    | 169                |                | Je trouve pas le sommeil  |
| 2014                                                                | Trop de vice                                     | 179                |                | Je trouve pas le sommeil  |
| 2014                                                                | Pourquoi tu me fais le gros (featuring Liga One) | 172                |                | Je trouve pas le sommeil  |
| 2015                                                                | Jack Miel                                        | 72                 |                | Album Gratuit             |
| 2015                                                                | Avant la douane                                  | 15                 | Diamant        | Album Gratuit             |
| 2015                                                                | Je peux pas me les blairer                       | 69                 |                | Je tourne en rond         |
| 2015                                                                | Goodbye                                          | 83                 |                | Je tourne en rond         |
| 2015                                                                | Gros                                             | 87                 |                | Je tourne en rond         |
| 2015                                                                | Dans ma cité                                     | 105                |                | Je tourne en rond         |
| 2015                                                                | Ça vient de là                                   | 106                |                | Je tourne en rond         |
| 2015                                                                | Perdu                                            | 110                |                | Je tourne en rond         |
| 2015                                                                | Mon rêve                                         | 123                |                | Je tourne en rond         |
| 2015                                                                | Je finis seul                                    | 127                |                | Je tourne en rond         |
| 2015                                                                | Terter                                           | 133                |                | Je tourne en rond         |
| 2015                                                                | Je suis comme un autre                           | 136                |                | Je tourne en rond         |
| 2015                                                                | Vis mon malheur                                  | 137                |                | Je tourne en rond         |
| 2015                                                                | C'est ça que je te reproche                      | 139                |                | Je tourne en rond         |
| 2015                                                                | 1er dans la bataille                             | 145                |                | Je tourne en rond         |
| 2015                                                                | Plus de respect                                  | 162                |                | Je tourne en rond         |
| 2015                                                                | Tout droit                                       | 200                |                | Je tourne en rond         |
| 2015                                                                | Ils sont jaloux (featuring Liga One)             | 85                 |                | Je tourne en rond         |
| 2015                                                                | Pour les vaillants                               | 193                |                | My World                  |
| 2015                                                                | Mercé (featuring Benjamin Mendy et Mehdi)        | 85                 |                | My World                  |
| 2015                                                                | Encore des paroles (featuring Julie Gonzalez)    | 24                 |                | My World                  |
| 2015                                                                | La gâchette (featuring Houari)                   | 163                |                | My World                  |
| 2015                                                                | Amnesia                                          | 30                 |                | My World                  |
| 2015                                                                | Mama                                             | 38                 |                | My World                  |
| 2015                                                                | Dans la légende                                  | 62                 |                | My World                  |
| 2015                                                                | Mamasita                                         | 63                 |                | My World                  |
| 2015                                                                | Dans l'appart                                    | 97                 |                | My World                  |
| 2015                                                                | Ils m'ignorent                                   | 100                | Or             | My World                  |
| 2015                                                                | Ne m'en voulez pas                               | 110                |                | My World                  |
| 2015                                                                | Il me faut des billets                           | 131                |                | My World                  |
| 2015                                                                | Ghost Rider                                      | 132                |                | My World                  |
| 2015                                                                | C'est réel                                       | 135                |                | My World                  |
| 2015                                                                | Pour les taulards                                | 136                |                | My World                  |
| 2015                                                                | Dans le futur                                    | 138                |                | My World                  |
| 2016                                                                | C'est chaud                                      | 14                 |                | My World (réédition)      |
| 2016                                                                | Du jour au lendemain                             | 24                 |                | My World (réédition)      |
| 2016                                                                | Le patron                                        | 10                 | Or             | My World (réédition)      |
| 2016                                                                | Coucou                                           | 16                 | Or             | My World (réédition)      |
| 2016                                                                | Elle te balade                                   | 3                  | Platine        | My World (réédition)      |
| 2016                                                                | Vivre mes rêves                                  | 131                | —              | Émotions                  |
| 2016                                                                | Mon poto                                         | 105                | Or             | Émotions                  |
| 2016                                                                | Je trace ma route                                | 118                | —              | Émotions                  |
| 2016                                                                | J'attends                                        | 130                | Or             | Émotions                  |
| 2016                                                                | C'est pas beau                                   | 143                | —              | Émotions                  |
| 2016                                                                | Où je vais                                       | 198                | —              | Émotions                  |
| 2016                                                                | C'est pas beau                                   | 159                | Or             | Émotions                  |
| 2016                                                                | Fusiller                                         | 103                | Or             | Émotions                  |
| 2016                                                                | Je picole                                        | 175                | Or             | Émotions                  |
| 2016                                                                | On est trop (featuring Ghetto Phénomène)         | 80                 | Platine        | Émotions                  |
| 2016                                                                | Je fais le sourd                                 | 96                 | Or             | L'Ovni                    |
| 2016                                                                | Qui a dit ?                                      | 119                | Or             | L'Ovni                    |
| 2016                                                                | C'est ça                                         | 125                | —              | L'Ovni                    |
| 2016                                                                | Je suis pas fou                                  | 151                | —              | L'Ovni                    |
| 2016                                                                | J'ai dit…                                        | 142                | —              | L'Ovni                    |
| 2016                                                                | Je m'en fous de ta nana                          | 168                | Or             | L'Ovni                    |
| 2016                                                                | E.T.                                             | 173                | Or             | L'Ovni                    |
| 2016                                                                | Carnalito                                        | 157                |                | L'Ovni                    |
| 2016                                                                | Je dis rien, je vois tout, j'entends             | 191                |                | L'Ovni                    |
| 2016                                                                | J'ai fumé ma ganja                               | 197                |                | L'Ovni                    |
| 2016                                                                | ¿ Cómo te llamas ?                               | 179                |                | L'Ovni                    |
| 2016                                                                | Mais qu'est-ce qu'on s'en bat les couilles !     | 195                |                | L'Ovni                    |
| 2017                                                                | Beely                                            | 34                 |                | Je ne me vois pas briller |
| 2017                                                                | Saoûlé                                           | -                  | Or             | Je ne me vois pas briller |
| 2017                                                                | Drôles de dames                                  | 46                 | Diamant        | Album Gratuit Vol. 4      |
| 2017                                                                | Parfum Quartier                                  | 32                 | Platine        | Album Gratuit Vol. 4      |
| 2017                                                                | Je vais t'oublier (feat. Marwa Loud)             | 22                 | Platine        | La tête dans les nuages   |
| 2017                                                                | Amigo                                            | 20                 | Or             | La tête dans les nuages   |
| 2018                                                                | Pim Pom (feat. Shay)                             | 33                 | Or             | Inspi d’ailleurs          |
| 2018                                                                | BWO                                              | 18                 | Diamant        | Inspi d’ailleurs          |
| 2018                                                                | Come Vai (feat. Soolking)                        | -                  | Or             | La zone en personne       |
| 2019                                                                | Tel me (feat. Ninho)                             | 3                  | Diamant        | Rien 100 rien             |
| 2019                                                                | Tokyo                                            | 15                 | Or             | Rien 100 rien             |
| 2019                                                                | Professor                                        | 32                 | Or             | Rien 100 rien             |
| 2019                                                                | Sous la lune                                     | 21                 | Diamant        | Rien 100 rien             |
| 2019                                                                | Beuh magique                                     | 23                 |                | C'est pas des LOL         |
| 2021                                                                | Carré d'as                                       | 6                  | Or             | Album Gratuit Vol. 6      |
| « — » indique que le single n'est pas sorti ou classé dans le pays. |                                                  |                    |                |                           |

### Collaborations

#### Apparitions certifiées
| Année | Titre                                       | Meilleure position | Meilleure position | Meilleure position | Certification | Album                     |
| Année | Titre                                       | FR                 | BEL (FR)           | SUI                | Certification | Album                     |
| ----- | ------------------------------------------- | ------------------ | ------------------ | ------------------ | ------------- | ------------------------- |
| 2016  | Ça les dérange (Vitaa avec Jul)             | 11                 | —                  | —                  | Diamant       | J4M                       |
| 2016  | Boucan (avec Gims & DJ Lastone)             | 21                 | 44                 | —                  | Platine       | Mon cœur avait raison     |
| 2016  | Maria Maria (avec Ghetto Phénomène)         | 38                 | —                  | —                  | Platine       | La Vida Loca              |
| 2018  | Ça y est (Marwa Loud feat. Jul)             | 12                 | —                  | —                  | Or            | Loud                      |
| 2017  | Je ne comprends pas (feat. Kalash Criminel) | 43                 | —                  | —                  | Or            | Oyoki                     |
| 2019  | Jusqu'à minuit (Ninho avec Jul)             | 8                  | —                  | —                  | Diamant       | Destin                    |
| 2019  | Moulaga (Heuss l'Enfoiré avec Jul)          | 2                  | 13                 | 42                 | Diamant · Or  |                           |
| 2020  | Dybala (Maes feat. Jul)                     | 3                  | —                  | 22                 | Diamant       | Les Derniers Salopards    |
| 2020  | Pirelli (avec Mister V)                     | 9                  | —                  | 70                 | Platine       | MVP                       |
| 2020  | Feux (avec Poupie)                          | 42                 | —                  | —                  | Or            | Feu                       |
| 2021  | La Seleção (avec Alonzo & Naps)             | 2                  | 25                 | 71                 | Diamant       | Capo Dei Capi, Volume III |

#### Apparitions non certifiées
- 2014 : Kenza Farah feat. Jul - Problèmes (sur l'album Karismatik)
- 2014 : DJ Kayz feat. Rim'K, Jul & Dieselle - Jnouné (sur l'album Paris Oran New York)
- 2014 : DJ Kayz feat. Jul - Fidèle à ma team (sur l'album Paris Oran New York)
- 2014 : L'Algérino feat. Jul - On m'a dit (sur l'album Aigle Royal)
- 2015 : Kamikaz feat. Jul - Dans mes rêves (sur l’album Street réalité)
- 2015 : DJ Abdel feat. Soprano, Jul - Fais le moonwalk (sur la compilation Double Face 2015)
- 2015 : Alonzo feat. Jul - Normal (sur la mixtape Capo dei Capi Vol. 1)
- 2015 : Gradur feat. Jul - D'or et de platine (sur la mixtape ShegueyVara 2) Platine
- 2016 : Hooss feat. Jul - La zone (sur l'album French Riviera Vol. 2)
- 2016 : Alonzo feat. Jul - Ils le savent (sur l'album Avenue de Saint-Antoine)
- 2016 : Soprano feat. Jul - Marseille c'est... (sur l'album L'Everest)
- 2016 : Ghetto Phénomène feat. Jul - En chaleur (sur l'album La Vida Loca)
- 2017 : Ghetto Phénomène feat. Jul - Copacabana (sur l'album En catimini)
- 2018 : YL feat. Jul - T'es pas la même (sur la mixtape Confidences)
- 2018 : Soolking feat. Jul - Fruit de la zone (sur l'album Fruit du démon)
- 2019 : Landy feat. Jul - Chasse à l'homme (sur l'album Assa Baing)
- 2019 : RK feat. Jul - Ne crois pas que c'est drôle (sur l'album Rêves de gosse)
- 2019 : Elams feat. Jul - Sortez les bouteilles (sur l'album Ce que l'on vit Vol. 2)
- 2019 : Alonzo feat. Jul - Sur la moto (sur l'album Stone)
- 2019 : Hooss feat. Soprano, Jul - Stone (sur l'album French Riviera Vol. 3)
- 2019 : Moubarak feat. TK, Soolking , Heuss l'Enfoiré, Jul - Plata en platine (sur l'album La Rafale)
- 2019 : Moubarak feat. Jul - On va tout PT (sur l'album La Rafale)
- 2019 : Moubarak feat. Soprano, Alonzo, Vincenzo, TK, Jul - 13 Marseille (sur l'album La Rafale)
- 2019 : Moubarak feat. Jul, La Famax, L'Allemand, TK, Vrax - 1369 (sur l'album La Rafale)
- 2019 : Moubarak feat. Jul, Badjoe, TK - Faut que tu les guinte (sur l'album La Rafale)
- 2019 : Amy feat. Jul - La route est longue (sur l'album Ne le dites pas à ma mère)
- 2019 : L'Allemand feat. Jul - Elle veut (sur l'album Liberta)
- 2019 : Ghetto Phénomène feat. Jul - Rho la la (sur l'album Money Time)
- 2019 : Soprano feat. Jul - Cabeza (sur la nouvelle édition de l'album Phœnix)
- 2019 : Miya feat. Jul - Tous les deux (sur l’album Et si...)
- 2020 : Soolking feat. Jul, Kliff - CNLZ (sur l’album Vintage)
- 2020 : Imen Es feat. Jul - Stop (sur l'album Nos vies)
- 2020 : TK feat. Jul - La night
- 2020 : Lacrim feat. Jul - Éric Cantona (sur la mixtape R.I.P.R.O Volume IV)
- 2020 : Kalash Criminel feat. Jul - Dans la zone (sur l'album Sélection naturelle)
- 2020 : Ghetto Phénomène feat. Jul - Ma life (sur l'album C'est plus comme avant)
- 2020 : Guirri Mafia feat. Jul - L'argent rend beau (sur l'album Clan Ötomo)
- 2020 : TK feat. Jul - Crush (sur l'album Pas ouehda)
- 2020 : Brulux feat. Jul - Léger gui (sur l'album La sans pitax)
- 2021 : Dinor feat. Jul - Mexicaine (sur l'album Ronaldinor)
- 2021 : Mister You feat. Jul - Ça se fait pas (sur l'album HLM 2)
- 2021 : SCH feat. Jul - Mode Akimbo (sur l'album JVLIVS II)
- 2021 : SCH feat. Jul, Le Rat Luciano - Fantôme (sur l'album JVLIVS II)
- 2021 : Alonzo feat. Jul, Naps - La Seleção (sur la mixtape Capo dei Capi Vol. III)
- 2021 : Naps feat. Jul - Sans limites (sur l'album Les mains faites pour l'or)
- 2021 : Naps feat. Jul - Mek du binks (sur l'album Les mains faites pour l'or)
- 2021 : Wejdene feat. Jul - Single d'or (sur la réédition de l'album 16 ou pas)
- 2021 : Gims feat. Jul, SCH - GJS (sur la réédition de l'album Le Fléau)
- 2021 : Soso Maness feat. Jul - Puta Madre (sur l'album Avec le temps)
- 2021 : Kamikaz feat. Jul - Je veux (sur l'album Sofiane)
- 2021 : L'Algérino feat. SCH, Jul - Sapapaya (sur l'album Moonlight)
- 2021 : L'Algérino feat. Jul - On va où ? (sur l'album Moonlight)
- 2021 : Frenetik feat. Jul - Je sais (sur l'album Couleurs du jeu (Réédition))
- 2021 : Soprano feat. Alonzo & Jul, SCH - Planète Mars 2021 (sur l'album Chasseur d'étoiles)
- 2021 : Naps feat. Jul & SCH, Kalif Hardcore- Avengers (sur l'album Best Life)
- 2021 : Rohff feat. Jul - Legend  (sur l'album Grand Monsieur)
- 2021 : Koba LaD feat. Jul - TCPLT  (Sur la mixtape Cartel Volume 2)
- 2022 : Naza feat. Tayc & Soolking, Jul, 4.4.2 - Va bene
- 2024 : Naps feat. Jul - À quoi tu joues ? (sur l'album Mec de cité simple)
- 2024 : Naza feat. Jul - En panne (sur l'album Nazaland)
- 2024 : Gazo feat. Jul - Birthday (sur l'album Apocalypse)